# 馬特·布徹
馬特·布徹（英語：Matthew David Butcher；1997年5月14日—）是一位英格蘭足球運動員。在場上司職中場。他現在效力於普利茅斯。他在2010年加入般尼茅夫。2016年開始，他被外借至約維爾。